# Amegilla sordidula
Amegilla sordidula är en biart som först beskrevs av Rayment 1931.  Amegilla sordidula ingår i släktet Amegilla och familjen långtungebin. Inga underarter finns listade i Catalogue of Life.